# Полянська битва
Полянська битва (14 — 15 травня 1945) — остання велика битва Другої світової війни в Європі. Зіткнення, що відбулися поблизу містечка Поляна, були викликані прагненням зупинити відступ хорватських колабораціоністських формувань націоналістів до Австрії.

## Передумови
Навесні 1945 року німецька армія зазнала низки великих поразок від югославських партизанів, а окремі її частини і зовсім потрапили в оточення. 9 травня 1945 командувач групи армій «E», генерал-полковник Александер Лер, підписав акт про беззастережну капітуляцію підконтрольного йому угруповання військ, проте окремі формування усташів й членів словенського домобранства вирішили вдатися до спроб (з продовженням збройного опору) прориву на захід, сподіваючись на допомогу союзників.

## Битва
14 травня 1945 року підрозділи четників та усташів, зблизившись з частинами НВАЮ, зажадали надання вільного «коридору» для їх безперешкодного проходу на захід. Після того, як югославські партизани відповіли відмовою, розпочалася інтенсивна стрілецько-кулеметна стрільба, яка тривала до 4 години ранку 15 травня. З прибуттям підкріплення (20 танків) британської армії, четники викинули білі прапори і здалися. Вони намагалися вести переговори з союзниками, але британці відкинули будь-які перемовини.
На полі бою було виявлено щонайменше 310 вбитих і сотні поранених колабораціоністів. Безповоротні втрати партизанів склали 100 осіб. Після Полянської битви відбулося ще декілька інцидентів за участю членів розгромлених колабораціоністських формувань, проте саме цей бій прийнято вважати останнім в історії Другої світової війни на теренах Європи.